# Rivière de Cavaillon
La rivière de Cavaillon est un cours d'eau qui coule à Haïti dans le département du Sud et l'arrondissement d'Aquin, et un fleuve côtier qui a son embouchure en Mer des Caraïbes. Elle traverse la ville haïtienne de Cavaillon située dans la péninsule de Tiburon.

## Géographie
La rivière prend sa source dans le massif de la Hotte, dans la péninsule de Tiburon. La rivière de Cavaillon se jette dans la mer des Caraïbes, au niveau de la baie des Flamands située à l'est de la ville portuaire des Cayes face à l'île à Vache. Le cours de la rivière fut, à un certain moment, modifié à la suite d'importants glissements de terrain. 

## Hydrologie
Le bassin versant de la rivière de Cavaillon est de 400 km2, le débit moyen ou module de 8,0 m3/s, et le coefficient d'écoulement de 42,0 %.